# Döbröközi harcok
A döbröközi harcok elsősorban Tolnában Döbrököz, valamint Ozora vidékén zajlottak Werbőczy Imre főispán katonái és Kászim (Kászon) mohácsi és szekszárdi szandzsákbég csapatai között. A leghíresebb része ennek az ún. kozári csata, ahol Werbőczy emberei legyőzték a törököket, de sajnos a győzelem nem volt maradandó, mert a következő évben a felvonuló török főerők miatt – akiket személyesen I. Szulejmán vezetett –, nem tudták kivédeni a tolnai várak ezt a nagy erejű támadást és rövidesen harccal elesett Ozora, vele együtt Simontornya és Tamási is.

Döbrököz környékén lezajlott harcokat maga Tinódi Lantos Sebestyén is megénekelte.

## Előzmények
Tolna területe már a mohácsi vész előtt is a haderők felvonulási területe volt. 1521-ben Nándorfehérvár ostromakor a királyi sereg itt ütött tábort, majd 1526-ban a törökök is végigsöpörtek erre.

## Werbőczy harcai
Id. Werbőczy Imre Szapolyai János pártján állt, annak halála után fia az ifjabbik Imre viszont I. Ferdinánd osztrák főherceg mellé szegődött, hogy a törökök ellen harcolhasson. Miután Buda török kézre került, az akkor még kis területű hódoltságból Tolna állandó támadásokat kapott.
Werbőczy elszántan küzdött a törökök ellen és ellentámadásaival akadályozta, illetve veszélyben tartotta az Eszék-Mohács-Tolna út melletti közlekedést, amely a török Szlavóniába vezetett. Ez persze módfelett bosszantotta Kászim béget, mert a magyar rajtaütések révén számos katonája elesett.
Minthogy a csatamezőn nem sikerült döntőre vinni a kettejük közti háborút, ezért párbajra hívta ki Werbőczyt és tisztjeit Sárközi Gábrielt, Budaházi Jánost és Muti Istvánt, akik a többi török tiszttel mérkőztek meg. A viadal ezúttal is Werbőczyék javára dőlt el, de Kászim nem adta fel és ajándékokkal biztatta csüggedt vitézeit, hogy álljanak pástra a magyarokkal.

### A kozári csata
1542. augusztus 12-én több mint egy hónappal Buda és Pest ostroma előtt a mohácsi törökök felmentek Tolna és Baranya határára rabolni, ahol rengeteg embert fűztek rabláncra.
A portyázó sereg Kozár (Egyházaskozár) környékén állt meg. Werbőczy a betörésről értesülve 225 lovassal és 200 gyalogossal előrenyomult Szászvárig, bízva abban, hogy a pécsi katonák a segítségére jönnek. Mivel Pécsről nem jött segítség, ezért először mérgében vissza akart térni Döbröközre, de amikor megtudta, hogy Kászim Kozár, valamint Döbrököz mellett 12 km-re táborozik, irányt változtatott.

Kászim emberei értesültek a közeledéséről és 260 lovasukat csatára állították. Ám Werbőczy gyorsabb volt és rohammal szétszórta a törököket, akik vagy elestek, vagy megfutamodtak.

A csata végeredményképp tizenhat oszmán esett fogságba (köztük bizonyos Murád aga, valamint Musztafa és Ibrahim bég) 220 rab pedig kiszabadult. A harcban Werbőczy megsebesült, egy török vitéz az arcán megvágta.

### 1543. évi összecsapások Döbrököz környékén
1543 áprilisában tolnai katonák Szekszárd mellett arattak győzelmet a törökökön. Sajnos ez és kozári győzelmek is eredménytelen sikereknek bizonyultak, mert a nagyobb török sereg felvonulását nem akadályozhatták meg és a török erők betörve Szlavóniába sorra foglaltak el több várat.

Május 2-án Werbőczy a pécsi püspöktől, Váraljai Szaniszlótól kért segítséget. Levelében azt írta, hogy legalább 32 muskétást és 25 lovast küldjön neki, s javasolta, hogy Vásárosdombó, Dombóvár és Sásd legyen a gyülekező hely, ahová május 5-ig érkezzenek be a csapatok, amit kis csoportokban közelítsenek meg, nehogy a szászvári törökök észrevegyék őket. Mivel ekkor Nádasdy Tamás dunántúli főkapitány nagyobb erőket küldött Pécs védelmére, a püspök 116 muskétást vezényelt ki a várból. Ezek azonban fosztogatni kezdték a püspök birtokait és más falvakat, s el sem mentek a gyülekezőhelyre. Csak május 14-re tisztázódott, hogy a visszaéléseket nem Werbőczy katonái követték el, ahogy a püspök hitte.
Mikor a törökök ostrom alá vették Valpót, Váraljai Nádasdy és a tolnai főispán segítségét kérte. Noha vannak feljegyzések arról, hogy a várat felmentették a végvári vitézek, de Valpó a következő évben már török uralom alatt volt.

## Következmények
A nyáron Siklós is török kézre került és egyre fenyegetőbb gyűrű alakult ki Döbrököz körül. Szulejmán 1543. évi hadjárata során valószínűleg a tatár sereg is meglátogatta.

Ozorát még ez év szeptemberében ostromolta meg a török. Egyes források 1543-at jelölik meg elfoglalásának, mások viszont 1544-et, vagy 1545-öt. Elképzelhető, hogy a várat már 1543-ban bevették, csak akkor nem erősítették meg. Tolna teljes területének török uralom alá kerülése viszont 1545-re fejeződik be, ekkor Döbrököz sem állt és Werbőczy kiszorult a területről, amivel a főispán legfontosabb bázisát vesztette el, ezért a „döbröközi háború” a számos diadal ellenére végül mégiscsak a törökök győzelmével végződött. Werbőczy bravúros haditettei ellenére a létszámbeli fölényben levő törökökkel szemben nem tudott volna sokáig kitartani, ezért elvérzett. Számolni kellett azzal, hogy a törököknek jobb utánpótlása volt, míg Magyarország eddigre teljesen összeomlott.
Mivel a háború 1547-ben véget ért, elkezdődött a rendezés és új végvárvonal alakítása, ami azonban most beljebb húzódott, melynek legfőbb láncszemét Kanizsa képezte egészen 1600-ig. Mivel ez a végvárrendszer nem volt annyira szilárd, ezért a törökök könnyen jártak át a magyar kézben levő területekre is, ahol adózásra kényszerítették a falvakat. A békeidőszakban is állandó portyázások folytak mindkét oldalon és emiatt a határ-menti területek rengeteget pusztultak.